# زیل‌دیک
زیل‌دیک (به هلندی: Zijldijk) یک منطقهٔ مسکونی در هلند است که در لوپرسوم واقع شده‌است. زیل‌دیک ۲۴۱ نفر جمعیت دارد.